# Pat Noonan
Pat Noonan (Ballwin, Misuri, Estados Unidos; 8 de agosto de 1980) es un futbolista estadounidense retirado. Actualmente es entrenador adjunto en el FC Cincinnati de la MLS de los Estados Unidos.
Como jugador, disputó 11 temporadas en la Major League Soccer desde 2003 hasta su retiro en 2012 en Los Angeles Galaxy.
Fue internacional absoluto con la selección de fútbol de los Estados Unidos entre 2004 y 2008, donde jugó 14 encuentros.

## Carrera como jugador

### Inicios
Noonan asistió a la De Smet Jesuit High School y jugó fútbol universitario para los Hoosiers de la Universidad de Indiana de 1999 a 2002. Fue nombrado primer equipo All-American de la NSCAA en sus temporadas senior y junior, y segundo equipo All-American. su segundo año. En su último año, también terminó como subcampeón detrás de Alecko Eskandarian en el Trofeo Hermann. Terminó su carrera en Indiana con 48 goles y 31 asistencias. Durante sus años universitarios, Noonan también jugó con los Mid-Michigan Bucks en la USL Premier Development League.

### Profesional

#### New England Revolution
Al graduarse, Noonan fue seleccionado en la primera ronda (novena general) del SuperDraft de la MLS 2003 por el New England Revolution. Aunque comenzó lentamente, Noonan pronto reanudó sus formas de anotar, terminando su primera temporada con los Revs con diez goles y siete asistencias, y subcampeón detrás de Damani Ralph para el Novato del año. A Noonan le fue aún mejor en su segundo año, anotando once goles y registrando ocho asistencias, empatando con Amado Guevara por el Premio al Campeón de Anotaciones de la MLS. Una mala racha al final de la temporada vio a Noonan terminar 2005 con ocho goles y siete asistencias. La campaña de 2006 de Noonan se vio empañada por lesiones y apareció en solo 14 juegos, anotando solo un gol. Comenzó en 2007 lesionado una vez más y luego se convirtió en suplente mientras recuperaba su forma física. Sin embargo, redondeó su forma y terminó la temporada con 7 goles. New England no aceptó la opción de Noonan para la temporada 2008 y el 23 de enero de 2008 firmó con el club noruego Aalesunds FK.

#### Columbus Crew
El 6 de agosto de 2008, Noonan volvió a firmar con la MLS y fue traspasado de Nueva Inglaterra, que aún conservaba sus derechos, al Columbus Crew a cambio de la selección natural de primera ronda del Crew en el SuperDraft de la MLS 2009 y asignación de dinero. Además, los equipos intercambiaron lugares en las clasificaciones de asignación actuales de 2008, con Columbus moviéndose al décimo lugar y New England al tercero, y acordaron consideraciones con respecto a las clasificaciones de asignación de 2009. Para Columbus Crew, Noonan ganó el MLS Supporters' Shield, la MLS Cup y la Trillium Cup, todas ellas en 2008.

#### Colorado Rapids
Noonan fue traspado al Colorado Rapids en junio de 2009. Después de hacer diecisiete apariciones en la liga, Colorado renunció a Noonan el 23 de marzo de 2010.

#### Seattle Sounders
Después de una breve prueba con Seattle Sounders, Noonan firmó con el club el 30 de marzo de 2010. Permaneció con Seattle hasta la temporada 2011. Al final de la temporada, el club rechazó su opción de contrato de 2012 y entró en el Draft de reingreso de la MLS de 2011.

#### LA Galaxy
Noonan fue seleccionado por Los Angeles Galaxy en la segunda etapa del draft el 12 de diciembre de 2011. Once días después firmó con el club de California. Noonan permaneció en el equipo hasta la temporada 2012. Después de la conclusión de la temporada 2012, LA rechazó la opción de 2013 en el contrato de Noonan y entró en el Draft de reingreso de la MLS de 2012. Noonan se convirtió en agente libre después de no ser seleccionado en ambas rondas del draft. El 11 de enero de 2013, LA anunció que Noonan se había retirado como jugador y se había unido al club como entrenador asistente.

### Carrera international

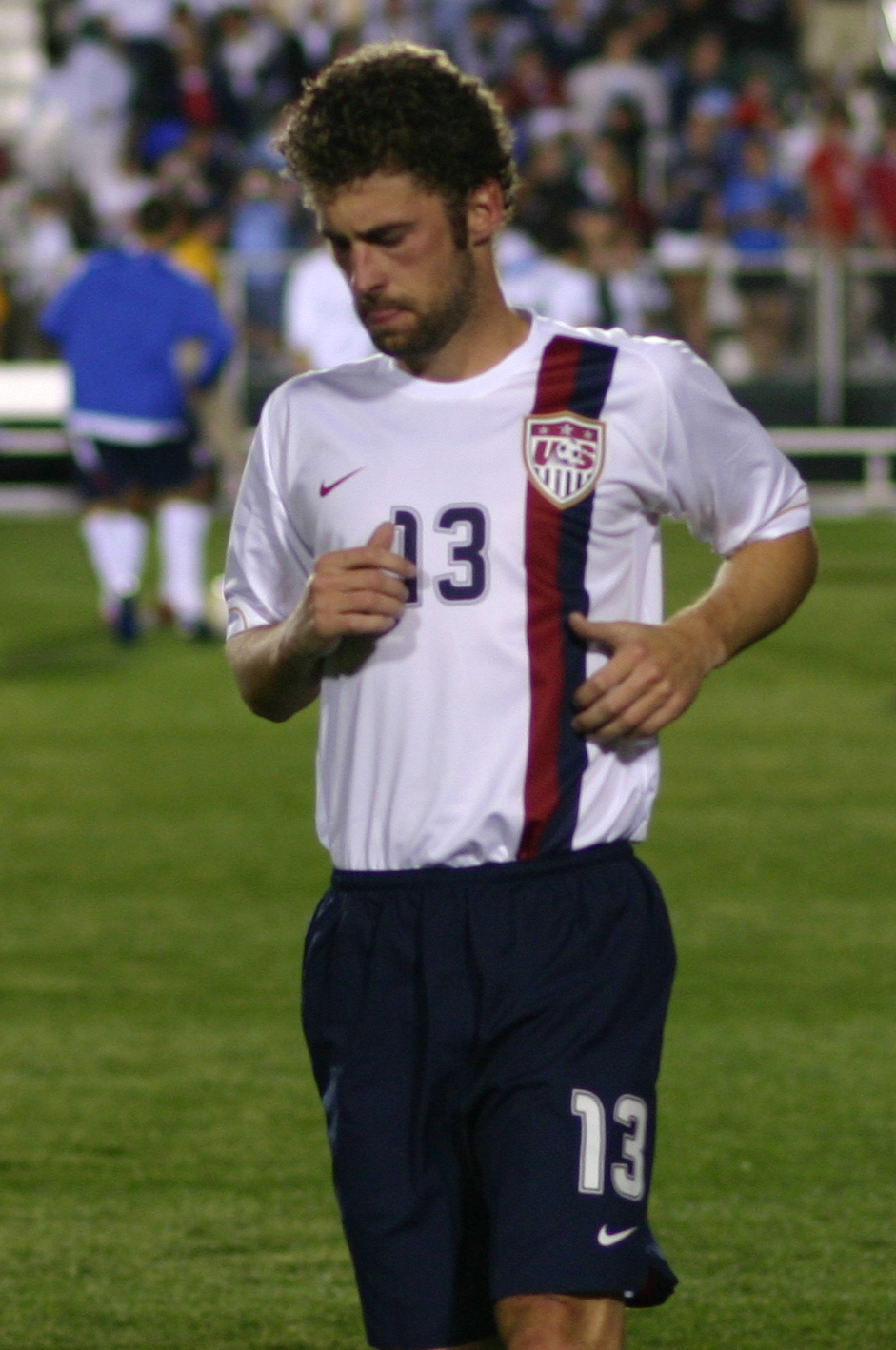
Noonan en 2006.

Noonan ganó su primer partido internacional con la selección de fútbol de los Estados Unidos el 13 de marzo de 2004, contra el selección de Haití. Si bien ha acumulado 15 partidos internacionales, las lesiones y la inconsistencia le impidieron reclamar un papel importante con la selección nacional. Sin embargo, a principios de 2008 volvió a jugar con la Selección Nacional de Estados Unidos contra Suecia y registró una asistencia en la victoria por 2-0. No jugó para la selección nacional después del 2008.

## Carrera como entrenador

### Selección de Estados Unidos
Después del retiro de Noonan como jugador, se unió al cuerpo técnico del Galaxy como entrenador asistente de Bruce Arena. Cuando se anunció que Arena volvería a ser el entrenador de la selección de los Estados Unidos, trajo a su personal de apoyo del Galaxy, incluido Noonan, para trabajar como asistentes.

### Philadelphia Union
En enero de 2018, Noonan fue contratado como entrenador asistente junto a Jim Curtin en el Philadelphia Union. Permaneció en este puesto durante cuatro temporadas.

### FC Cincinnati
Noonan fue nombrado entrenador del FC Cincinnati el 14 de diciembre de 2021. Lideró a Cincinnati al quinto lugar en la Conferencia Este cuando aseguraron su primer lugar en los playoffs de la MLS, el equipo de Noonan venció a los New York Red Bulls 2-1 antes de caer ante el Philadelphia Union por 1-0, en las Semifinales de la Conferencia Este.

## Clubes

### Como jugador
| Club                   | País           | Año       |
| ---------------------- | -------------- | --------- |
| Michigan Bucks         | Estados Unidos | 2002      |
| New England Revolution | Estados Unidos | 2003-2007 |
| Aalesunds FK           | Noruega        | 2008      |
| Columbus Crew          | Estados Unidos | 2008-2009 |
| Colorado Rapids        | Estados Unidos | 2009      |
| Seattle Sounders FC    | Estados Unidos | 2010-2011 |
| LA Galaxy              | Estados Unidos | 2012      |

### Como entrenador
| Club                                                | País           | Año           |
| --------------------------------------------------- | -------------- | ------------- |
| LA Galaxy (Adjunto)                                 | Estados Unidos | 2013-2016     |
| Selección de fútbol de los Estados Unidos (Adjunto) | Estados Unidos | 2017          |
| Philadelphia Union (Adjunto)                        | Estados Unidos | 2018-2021     |
| FC Cincinnati                                       | Estados Unidos | 2022-presente |

## Estadísticas como entrenador
| Equipo                    | Div.  | Temporada | Liga | Liga | Liga | Liga | Liga |    | Copa | Copa | Copa | Copa |   | Internacional | Internacional | Internacional | Internacional | Internacional |   | Otros | Otros | Otros | Otros |    | Totales     | Totales | Totales | Totales | Totales | Totales | Totales | Totales | Totales |
| Equipo                    | Div.  | Temporada | PD   | G    | E    | P    | Pos. | PD | G    | E    | P    | PD   | G | E             | P             | Pos.          | PD            | G             | E | P     | PD    | G     | E     | P  | Rendimiento | GF      | GC      | Dif.    |         |         |         |         |         |
| ------------------------- | ----- | --------- | ---- | ---- | ---- | ---- | ---- | -- | ---- | ---- | ---- | ---- | - | ------------- | ------------- | ------------- | ------------- | ------------- | - | ----- | ----- | ----- | ----- | -- | ----------- | ------- | ------- | ------- | ------- | ------- | ------- | ------- | ------- |
| Cincinnati Estados Unidos | 1.ª   | 2022      | 34   | 12   | 13   | 9    | 10.º | 2  | 1    | 0    | 1    | -    | - | -             | -             | -             | 2             | 1             | 0 | 1     | 38    | 14    | 13    | 11 | 52.63%      | 64      | 56      | +8      |         |         |         |         |         |
| Cincinnati Estados Unidos | 1.ª   | 2023      | 34   | 20   | 9    | 5    | 1.º  | 5  | 3    | 2    | 0    | 3    | 1 | 2             | 0             | 1/16          | 4             | 2             | 1 | 1     | 46    | 26    | 14    | 6  | 66.66%      | 80      | 53      | +27     |         |         |         |         |         |
| Cincinnati Estados Unidos | 1.ª   | 2024      | 34   | 18   | 5    | 11   | 5.º  | -  | -    | -    | -    | 8    | 4 | 1             | 3             | 1/8           | 3             | 1             | 1 | 1     | 45    | 23    | 7     | 15 | 56.3%       | 75      | 61      | +14     |         |         |         |         |         |
| Cincinnati Estados Unidos | 1.ª   | 2025      | 26   | 15   | 4    | 7    | -    | -  | -    | -    | -    | 7    | 2 | 3             | 2             | 1/8           | -             | -             | - | -     | 33    | 17    | 7     | 9  | 58.59%      | 52      | 44      | +8      |         |         |         |         |         |
| Cincinnati Estados Unidos | Total | Total     | 128  | 65   | 31   | 32   | -    | 7  | 4    | 2    | 1    | 18   | 7 | 6             | 5             | -             | 9             | 4             | 2 | 3     | 162   | 80    | 41    | 41 | 57.82%      | 271     | 214     | +57     |         |         |         |         |         |
| 1. 2. 3.                  |       |           |      |      |      |      |      |    |      |      |      |      |   |               |               |               |               |               |   |       |       |       |       |    |             |         |         |         |         |         |         |         |         |

#### Resumen por competiciones
| Competición                      | Partidos | Ganados | Empatados | Perdidos | %      | Resultado        |
| -------------------------------- | -------- | ------- | --------- | -------- | ------ | ---------------- |
| MLS                              | 128      | 65      | 31        | 32       | 58.85% | Campeón          |
| MLS Cup                          | 9        | 4       | 2         | 3        | 51.85% | Semifinales      |
| US Open Cup                      | 7        | 4       | 2         | 1        | 66.66% | Semifinales      |
| Liga de Campeones de la Concacaf | 8        | 3       | 2         | 3        | 45.83% | Octavos de final |
| Leagues Cup                      | 10       | 4       | 4         | 2        | 53.33% | Octavos de final |
| TOTAL                            | 162      | 80      | 41        | 41       | 57.82% | 1 Título         |

## Palmarés

### Como jugador

#### Títulos nacionales
| Título                   | Club                   | País           | Año  |
| ------------------------ | ---------------------- | -------------- | ---- |
| Campeón de Conferencia   | Columbus Crew          | Estados Unidos | 2008 |
| Copa MLS                 | Columbus Crew          | Estados Unidos | 2008 |
| Supporters' Shield       | Columbus Crew          | Estados Unidos | 2008 |
| Lamar Hunt U.S. Open Cup | New England Revolution | Estados Unidos | 2007 |
| Campeón de Conferencia   | New England Revolution | Estados Unidos | 2005 |
| Campeón de Conferencia   | New England Revolution | Estados Unidos | 2006 |
| Campeón de Conferencia   | New England Revolution | Estados Unidos | 2007 |
| Lamar Hunt U.S. Open Cup | Seattle Sounders FC    | Estados Unidos | 2010 |
| Lamar Hunt U.S. Open Cup | Seattle Sounders FC    | Estados Unidos | 2011 |
| Campeón de Conferencia   | LA Galaxy              | Estados Unidos | 2012 |
| Copa MLS                 | LA Galaxy              | Estados Unidos | 2012 |

#### Títulos internacionales
| Título                  | Club                                      | País           | Año  |
| ----------------------- | ----------------------------------------- | -------------- | ---- |
| Copa Oro de la Concacaf | Selección de fútbol de los Estados Unidos | Estados Unidos | 2005 |

### Como entrenador

#### Títulos nacionales
| Título             | Club          | País           | Año  |
| ------------------ | ------------- | -------------- | ---- |
| Supporters' Shield | FC Cincinnati | Estados Unidos | 2023 |